# 1750
1750 (MDCCL) a fost un an obișnuit al calendarului gregorian, care a început într-o zi de miercuri.

## Nașteri
- 20 ianuarie: Prințesa Louise a Danemarcei și Norvegiei (d. 1831)
- 4 februarie: Arhiducesa Maria Ioana Gabriela a Austriei, al unsprezecelea copil al împărătesei Maria Tereza a Austriei (d. 1762)
- 7 aprilie: Maria Beatrice d'Este, Ducesă de Massa (d. 1820)
- 2 mai: John Andre, ofițer și spion în armata britanică (d. 1780)
- 9 iulie: Bathilde d'Orléans, Ducesă de Bourbon, Prințesă de Condé (d. 1822)
- 15 iulie: Francis, Duce de Saxa-Coburg-Saalfeld (d. 1806)
- 18 iulie: Prințul Frederick Adolf al Suediei, Duce de Östergötland (d. 1803)
- 18 august: Antonio Salieri, compozitor și dirijor, maestru al Capelei Imperiale din Viena (d. 1825)
- 24 august: Letizia Ramolino, mama împăratului Napoleon I al Franței (d. 1836)
- 23 decembrie: Frederic Augustus I, rege al Saxoniei (d. 1827)

## Decese
- 28 mai: Împăratul Sakuramachi al Japoniei, 30 ani (n. 1720)